# Eduard Schock
Eduard Schock (* 18. März 1959) ist ein österreichischer Politiker (FPÖ), ehemaliger Abgeordneter zum Wiener Landtag und Mitglied des Wiener Gemeinderats und ehemaliger nicht amtsführender Stadtrat.

## Ausbildung und Berufliche Tätigkeit
Eduard Schock studierte an der Universität Wien Rechtswissenschaften und Wirtschaft und trägt den Akademischen Grad DDr. Er war zwischen 1983 und 1985 Universitätsassistent und wechselte 1985 als Kabinettschef ins Finanzministerium. Seit 1991 ist er Bankangestellter.
Im Jänner 2019 wurde er vom Ministerrat als Direktor der Oesterreichischen Nationalbank nominiert. Seit 11. Juli 2019 ist er Direktor der Österreichischen Nationalbank (OeNB).

## Politische Tätigkeit
Seinen politischer Einstieg erfolgte 1987 als Sekretär des FPÖ-Parlamentklubs, auch engagierte er sich in der Bezirkspolitik und war von 1987 bis 1991 Bezirksrat. Er wechselte 1991 in den Wiener Landtag und Gemeinderat, war in den Jahren 2000 bis 2006 nichtamtsführender Stadtrat und Mitglied der Wiener Landesregierung und wechselte am 20. November 2006 nach dem Abgang von Heinz-Christian Strache wieder in den Landtag und Gemeinderat, wo er Strache als Klubvorsitzender des Freiheitlichen Rathausklubs ablöste. 
Am 28. März 2019 folgte ihm Ulrike Nittmann als nicht amtsführende Stadträtin in Landesregierung und Stadtsenat Ludwig I nach.
Eduard Schock ist Mitglied der schlagenden akademischen Burschenschaft Aldania.

## Privates
Er ist verheiratet und hat drei Kinder.